# Кшикоси (гміна Клодава)
Кшикоси (пол. Krzykosy) — село в Польщі, у гміні Клодава Кольського повіту Великопольського воєводства.
Населення — 324 особи (2011).
У 1975-1998 роках село належало до Конінського воєводства.

## Демографія
Демографічна структура станом на 31 березня 2011 року:
|          | Загалом | Допрацездатний вік | Працездатний вік | Постпрацездатний вік |
| -------- | ------- | ------------------ | ---------------- | -------------------- |
| Чоловіки | 163     | 43                 | 112              | 8                    |
| Жінки    | 161     | 24                 | 93               | 44                   |
| Разом    | 324     | 67                 | 205              | 52                   |